# Mobili d'intreccio in Italia
I primi riferimenti ai mobili d'intreccio in Italia risalgono a Marco Terenzio Varrone e a Plinio il Vecchio. Nel tardo Ottocento, l'Italia non è un paese all'avanguardia per quanto riguarda il settore delle arti decorative, le innovazioni provengono sempre dall'estero. I primi fabbricanti di mobili d'intreccio italiani si ispirarono a prototipi stranieri, inventando numerose varianti.
Nel 1902 si tenne a Torino la prima Esposizione d'arte decorativa moderna; all'Esposizione parteciparono il torinese Ernesto Alloggi, il fiorentino Emilio Paoli e l'udinese Premiata società friulana per l'industria del vimini.
Mobili in vimini e giunco "firmati" fecero le loro prime apparizioni nelle esposizioni d'arte decorativa moderna grazie all'attività propulsiva dell'ENAPI (Ente nazionale per l'artigianato e le piccole industrie).
La Dal Vera di Conegliano Veneto divenne negli anni Trenta la maggior industria di settore in Italia.

## Costruttori
Lista tratta da De Guttry-Maino:
- Alessi fratelli Mario e Leonida, Roma
- Alloggi Ernesto, Torino
- Andellini Natale
- Angeli & C.
- Badalucci Onofrio
- Bandini Vittorio, Redondesco (Mantova)
- Belluni Augusta, Roma
- Berletti Giuseppe, Udine
- Biondi Dante, Roma
- Bonacina Giovanni, Lurago d'Erba (Como)
- Buffa Violante, Legnano (Milano)
- Carocci, Roma
- Caron Severino, San Giovanni al Natisone (Udine)
- Castro Orazio, Premiata Fabbrica, Catania
- Ceccarelli Pasquale, Pratovecchio (Arezzo)
- Ciaralli Fratelli, Roma
- Ciaralli Stefano, Roma
- Colonia Agricola dell'Istituto di Ricovero e Istruzione Professionale degli Orfani di Guerra e fanciulli abbandonati, Borgo Erizzo (Zara)
- Cometti Giuseppe, Foresto Sesia (Novara)
- Comitato per le piccole industrie, Parma
- Comitato provinciale per l'Industria di vimini e affini, Ufficio del Lavoro, Municipio di Torino
- Consorzio fra cestai, Fogliano di Monfalcone (Trieste)
- Cooperativa Mutilati, Treviso
- Corbellani Virginio, Mantova
- Crenna Italo, Firenze
- Dal Vera Antonio, Conegliano Veneto (Treviso)
- Della Martina & Gervasoni, Società friulana per l'industria del vimini, Udine
- Ditifeci Lorenzo e Pio, Colle Val d'Elsa (Siena)
- D'Orsi G.& A., Napoli
- Fabbrica romana di mobili artistici in bambou, giunco e mobili rustici, Roma
- Fabbrica lavori in vimini, Feltre (Belluno)
- Gandin Attilio, Roma
- Gatti Amilcare, Casalbuttan (Cremona)
- Giudici Carlo succ.a Sartorio, Milano
- Istituto dei ciechi, Livorno
- Laboratorio e scuola dei ciechi, Siena
- Laboratorio per l'industria del vimine e affini, Brindisi
- Laterza & Mormone, Bari
- Lenarduzzi Emilio, Valvasone (Pordenone)
- Masciardi & Porro, Anzano del Parco (Como)
- Meloni Antonio, Roma
- Mourica A. Premiata Industria triestina di vimini, Roiano (Trieste)
- Muzzi Giulio e Figlio, Roma
- Negrini Amedeo, Roma
- Oglina Cipriano, Torino
- Pansolini Filippo, Solighetto (Treviso)
- Emilio Paoli, Firenze
- Pecorini Guglielmo & C., Firenze
- Benedetto Pellizzari, Padova
- Petrellese Giuseppe, Napoli
- Piccolo Eugenio, Castelnuovo Don Bosco (Alessandria)
- Pina Antonio (Firenze)
- Porino Angelo, Torino
- Premiata società friulana per l'industria del vimini, Udine
- Ratti & Vallanzasca, Milano
- G. Rho & C. Società udinese di orticoltura e floricultura, Udine
- Giuseppe Riboni, Milano
- Riccetti Angelo fu Antonio, Ponsacco (Pisa)
- Rimma Aurelio, Positano (Salerno)
- Robini Camillo, Roma
- Rossi Luciano, Gazzuolo (Mantova)
- Sagrestani Vittorio & C., Firenze
- Sala Cesare, Inverigo (Como)
- Scannella Vigo, Palermo
- Scuola Cestai e Panierai, Udine
- Scuola panierai di Barbisano, Barbisano (Treviso)
- Società friulana Industria vimini di G. Gervasoni & C., Udine
- Teodoro Domenico, Pescara
- Ditta G. Tinelli, Genova
- Ditta Valentini, Roma
- Varetto Luigi, Torino
- Verdier Stefania, Trieste
- Verniani Riccardo, Firenze
- Villa Giovanni e Francesco (F.lli), Molteno (Como)
- Volpatti e Sbrizzi, San Giorgio della Richinselda (Pordenone)
- Zambelli Pietro, Manerbio (Brescia)

L'Archivio delle Arti applicate del XX secolo istituto dalle due studiose Irene De Guttry e Paola Maino, cui si è successivamente aggiunta Gabriella Tarquini, è conservato presso la Galleria nazionale d'arte moderna e contemporanea a Roma.